# Wagen SG
| SG ist das Kürzel für den Kanton St. Gallen in der Schweiz. Es wird verwendet, um Verwechslungen mit anderen Einträgen des Namens Wagen (Begriffsklärung) zu vermeiden. |

Das Dorf Wagen ist eine Ortschaft der Gemeinde Rapperswil-Jona im Kanton St. Gallen in der Schweiz.

## Geographie
Die ländlich geprägte Ortschaft auf dem Gebiet der ehemaligen Gemeinde Jona liegt im Osten der Gemeinde und grenzt in östlicher Richtung an Eschenbach. Die Ortschaft liegt eingebettet zwischen zwei Hügelzügen, dem Curtiberg im Norden und einer langgezogenen und dicht bewaldeten Erhöhung, die Wagen von Bollingen und dem Obersee trennt. Zum Dorf Wagen gehören Siedlungen jüngeren Datums, die an einen Berghang im Gebiet Curtiberg gebaut wurden.
Das Dorf ist teilweise von Wald umgeben, und die Landschaft ist von Wiesen geprägt. Entwässert wird das Gebiet durch den Wagnerbach, der nordöstlich des Klosters Wurmsbach in den Obersee fliesst.

## Geschichte
Wagen wurde bereits im Jahr 870 erstmals urkundlich erwähnt. Die Gegend von Jona war bereits von den Kelten und später den Römern besiedelt. Zahlreiche archäologische Funde zeugen davon, darunter der römische Gutshof Salet.

## Infrastruktur
In Wagen gibt es an der Rösslistrasse seit dem 23. Mai 2020 einen Dorfladen mit Postagentur der Primakette von Volg.

## Verkehr
Wagen liegt an der alten Rickenpassstrasse von Rapperswil nach Wattwil. Es wird heute von der Autobahn A15 umfahren.
Der LinthBus fährt viertelstündlich (abends ab ca. 18.30 Uhr und an Sonntagen halbstündlich) von Wagen in die Zentren Jonas und Rapperswils und nach Eschenbach. Der Stadtbus von Rapperswil-Jona bedient Wagen nicht.

## Sehenswürdigkeiten

### Kapelle St. Wendelin
In der Kapelle St. Wendelin werden jedes Wochenende Gottesdienste abgehalten. Das Gotteshaus wird durch die katholische Kirchgemeinde Rapperswil-Jona unterhalten und wurde im Sommer 1998 das letzte Mal restauriert.